# Canção das Cinco Raças Sob Uma União
A Canção das Cinco Raças Sob Uma União (chinês simplificado: 五族共和歌, pinyin: Wǔzú gònghé gē) é um antigo hino nacional da China. Foi criado em 1912 e foi utilizado pelo Governo Provisório em Nanquim até a adoção da Canção da Nuvem Auspiciosa em 1913.

## História
Conforme o estabelecimento do governo provisório em Nanquim, o Ministério da Educação sob Cai Yuanpei pediu ao público por possíveis hinos (junto a um brasão de armas), e a "Canção das Cinco Raças Sob Uma União", com as letras feitas por Shen Enfu (沈恩孚) e a música por Shen Pengnian (沈彭年), foi divulgada como um rascunho em jornal.

## Letra
| Tradicional      | Hanyu Pinyin                  | Tradução Português                            |
| ---------------- | ----------------------------- | --------------------------------------------- |
| 亞東開化中華早， | Yà dōng kāihuà zhōnghuá zǎo， | China, primeira civilização da Ásia Oriental, |
| 揖美追歐，       | yī měi zhuī ōu,               | Admirando a América e perseguindo a Europa    |
| 舊邦新造。       | jiù bāng xīnzào.              | A velha nação está em nova construção.        |
| 飄揚五色旗，     | Piāoyáng wǔsè qí,             | A bandeira de cinco cores tremula alto,       |
| 民國榮光         | minguó rongguang,             | A glória da República                         |
| 錦繡河山普照。   | jǐnxiù héshān pǔzhào.         | brilha sobre rios e montanhas.                |
| 吾同胞，         | Wú tongbao,                   | Meus compatriotas,                            |
| 鼓舞文明，       | gǔwǔ wénmíng,                 | cantemos pela civilização,                    |
| 世界和平永保。   | shìjiè hépíng yǒngbǎo.        | a paz universal será para sempre protegida.   |